# Pabellón de España de la Exposición Universal de París de 1867
El Pabellón de España, o Casa de España, fue un edificio que formó parte de la Exposición Universal de París de 1867, obra del arquitecto Jerónimo de la Gándara.

## Descripción

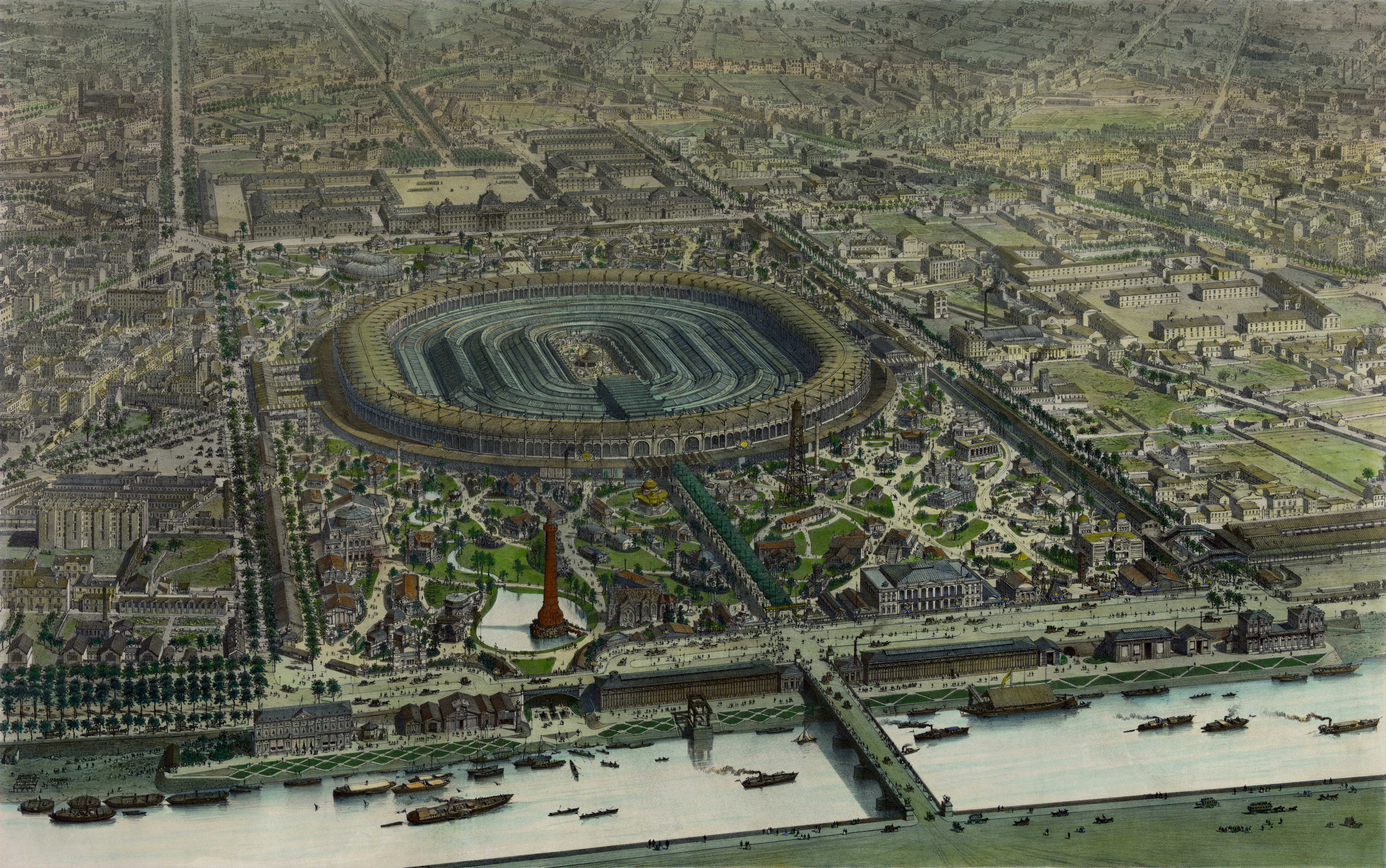
Exposición Universal de 1867: el pabellón de España se puede apreciar al fondo a la derecha del recinto

Fue construido expresamente para la Exposición Universal de París de 1867. Su cuerpo central medía diecisiete metros de largo, por ocho de fondo. Las dos torres laterales tenían unas dimensiones de 6 x 10 m cada una. Detrás del cuerpo principal se construyó otro más pequeño, que solo tenía planta baja, y una galería en alto, que recorría tres de sus lados.
La distribución interior del edificio consistía en una sala cuadrilonga de 120 m² en la planta baja y otra aproximadamente igual en el piso superior. La torre de la derecha tenía una puerta que salía al costado del edificio, con una escalera que conducía al piso superior.
Al entrar por esta puerta había un toro de lidia embalsamado, además de haber colgados en las paredes dos trofeos de banderillas, capas y arreos de toreo.
El edificio, cuyo arquitecto fue Jerónimo de la Gándara, ha sido adscrito al neoplateresco.